# Galium papillosum subsp. helodes
Galium papillosum subsp. helodes é uma subespécie de planta com flor pertencente à família Rubiaceae. 
A autoridade científica da subespécie é (Hoffmanns. & Link) Ortega Oliv., tendo sido publicada em Acta Botanica Malacitana 28: 207. 2003.

## Portugal
Trata-se de uma subespécie presente no território português, nomeadamente em Portugal Continental.
Em termos de naturalidade é endémica da Península Ibérica.

## Protecção
Não se encontra protegida por legislação portuguesa ou da Comunidade Europeia.